# Comitatul Somogy
Comitatul Somogy, cunoscut și ca Varmeghia Somogy (în maghiară Somogy vármegye, în germană Komitat Schomodj, în latină Comitatus Simigiensis), a fost o unitate administrativă a Regatului Ungariei și a Republicii Ungare din secolul XI și până în 1950. În prezent, majoritatea teritoriului fostului comitat face parte din județul Somogy. Capitala comitatului a fost orașul Kaposvár (în germană Kopisch). 

## Geografie
Comitatul Somogy se învecina la vest cu Comitatul Zala, la nord cu Comitatul Veszprém, la est cu comitatele Tolna și Baranya și la sud cu comitatele Verőce și Belovár-Körös (ultimele două făceau parte din cadrul Regatului autonom Croația-Slavonia). El se întindea pe malul sudic al Lacului Balaton și în regiunea sudică a lacului. Râul Drau (Dráva) forma o mare parte din limita sa sudică. Suprafața comitatului în 1910 era de 6.675 km², incluzând suprafețele de apă. 

## Istorie
Comitatul Somogy este unul dintre cele mai vechi comitate din Regatul Ungariei, el fiind atestat încă din secolul XI. Granițele comitatului au fost rectificate de-a lungul vremii.
Orașul Siófok și zonele sale limitrofe orașului, care se aflau de obicei în Comitatul Somogy înainte de anii 1850, a trecut înainte de cel de-al doilea război mondial din județul Veszprém în județul Somogy. 
În anul 1950, după cel de-al doilea război mondial, comitatul Somogy a fost desființat și majoritatea teritoriului său a format județul Somogy din cadrul noului stat Ungaria. Districtul Szigetvár a trecut la județul Baranya.

## Demografie
În 1891, populația comitatului era de 326.835 locuitori, dintre care: 
- Maghiari -- 294.242 (90,02%)
- Germani -- 19.721 (6,03%)
- Croați -- 10.829 (3,31%)

În 1910, populația comitatului era de 365.961 locuitori, dintre care: 
- Maghiari -- 333.597 (91,15%)
- Germani -- 18.718 (5,11%)
- Croați -- 9.934 (2,71%)

## Subdiviziuni
La începutul secolului 20, subdiviziunile comitatului Somogy erau următoarele:
| Districte (járás)                          | Districte (járás) |
| District                                   | Capitală          |
| ------------------------------------------ | ----------------- |
| Districtul Barcs                           | Barcs             |
| Districtul Csurgó                          | Csurgó            |
| Districtul Igal                            | Igal              |
| Districtul Kaposvár                        | Kaposvár          |
| Districtul Lengyeltóti                     | Lengyeltóti       |
| Districtul Marcali                         | Marcali           |
| Districtul Nagyatád                        | Nagyatád          |
| Districtul Szigetvár                       | Szigetvár         |
| Districtul Tab                             | Tab               |
| Districte urbane (rendezett tanácsú város) |                   |
| Kaposvár                                   |                   |